# Pomacentrus imitator
 Pomacentrus imitator és una espècie de peix de la família dels pomacèntrids i de l'ordre dels perciformes.
Els adults poden assolir 11 cm de longitud. Es troba al Mar del Corall, Nova Caledònia, Fidji i Tonga. Els adults habiten baixos de cora. És un peix ovípar i diürn. Els ous són demersals i s'adhereixen al substrat. Els mascles protegeixen i airegen els ous.